# ブルゴーニュ楽派
ブルゴーニュ楽派（ブルゴーニュがくは）は、初期ルネサンス音楽の楽派で、15世紀に現在のベルギー・オランダ・ルクセンブルクとフランス東北部を中心としたブルゴーニュ公国で活躍した作曲家達をいう。ギヨーム・デュファイ（1400頃 - 1474）、ジル・バンショワ（1400頃 - 1460）、アントワーヌ・ビュノワ（1440頃 - 1492）が代表的な作曲家である。かつては、ルネサンス音楽のブルゴーニュ楽派とフランドル楽派をあわせてネーデルランド楽派と呼ばれていた。

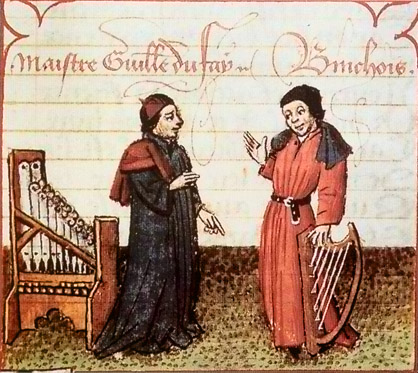
ブルゴーニュ楽派を代表するデュファイ（左）とバンショワ（右）

ブルゴーニュは、現在はフランス中東部の一地方にすぎないが、14世紀-15世紀には、この地方で繁栄した大公国だった（ブルゴーニュ公国）。フランドルでは中世以来、フランスを中心に発達していたイソリズムなどのポリフォニーが盛んであった。ブルゴーニュ楽派の先駆けであるデュファイは、若い頃イタリアに滞在しトレチェント音楽の旋律も学ぶとともに、英仏間の百年戦争末期の休戦期に大陸に滞在していたイギリスの作曲家ジョン・ダンスタブルなどから、イギリスで発達していた3度、6度の和音を学ぶことで、ルネサンス音楽を開拓した（ブルゴーニュ公国がフランス王国に対抗する必要から、政治的・文化的にイングランド王国と提携していたことと関係している）。
ブルゴーニュ楽派の宗教曲では、ミサ通常文をまとめて作曲した通作ミサやモテットが作曲された。通作ミサでは、ブルゴーニュ楽派の音楽家達は各楽章に音楽的な関連を求め、音楽作品としての統一を行った循環ミサ曲を多く作るようになった。世俗歌曲では、中世のバラード、ヴィルレー、ロンドーなどの形式を持ちつつ、最上声部を声で歌い、下部の2声に楽器をまじえて演奏する独自の3声のシャンソンが作られた。